# Архипов Іван Васильович
Іван Васильович Архипов (нар. 1 травня 1907, місто Калуга, тепер Російська Федерація — 28 лютого 1998, місто Москва) — радянський державний діяч, 1-й заступник голови Ради Міністрів СРСР, 1-й секретар Криворізького міського комітету КП(б)У. Член ЦК КПРС у 1976—1989 роках. Депутат Верховної Ради СРСР 9—11-го скликань. Герой Соціалістичної Праці (29.04.1977).

## Життєпис
Народився 18 квітня (1 травня) 1907 року в родині робітника-залізничника.
У 1921—1929 роках — учень токаря, токар залізничних майстерень в місті Калузі.
Член ВКП(б) з 1928 року.
У 1929—1932 роках — студент Московського верстатоінструментального інституту.
У 1932—1933 роках — інженер-конструктор конструкторського бюро верстатобудівного заводу в місті Коврові.
У 1933—1937 роках — майстер, старший майстер, заступник начальника цеху, начальник цеху на металургійному заводі імені Дзержинського міста Дніпродзержинська Дніпропетровської області.
У 1937—1938 роках — головний механік Криворізького металургійного заводу Дніпропетровської області.
У 1938—1939 роках — 1-й секретар Криворізького міського комітету КП(б)У Дніпропетровської області.
У 1939—1943 роках — завідувач відділу кольорової металургії Управління кадрів ЦК ВКП(б).
У 1943—1948 роках — заступник народного комісара (міністра) кольорової металургії СРСР. У 1948—1950 роках — заступник міністра металургійної промисловості СРСР.
У 1950—1951 роках — радник з економічних питань при посольстві СРСР у Китайській Народній Республіці (КНР) — генеральний радник з економічних питань Політичної ради КНР.
У 1950—1953 роках — 1-й заступник міністра кольорової металургії СРСР. У 1953—1954 роках — заступник міністра металургійної промисловості СРСР. У 1954—1957 роках — заступник міністра кольорової металургії СРСР.
Одночасно в 1954 році — радник з економічних питань при посольстві СРСР у Китайській Народній Республіці, а у 1955—1957 роках — представник Головного управління у справах економічних зв'язків з країнами народної демократії при РМ СРСР у КНР. У 1957-1958 роках — радник посольства СРСР у Китайській Народній Республіці.
У 1958—1959 роках — заступник, у 1959—1974 роках — 1-й заступник голови Державного комітету Ради міністрів СРСР із зовнішніх економічних зв'язків.
21 березня 1974 — 27 жовтня 1980 року — заступник голови Ради міністрів СРСР.
Указом Президії Верховної Ради СРСР від 29 квітня 1977 року за великі заслуги перед Радянською державою і в зв'язку з сімдесятиріччям з дня народження Архипову Івану Васильовичу присвоєно звання Героя Соціалістичної Праці з врученням ордена Леніна і золотої медалі «Серп і Молот».
27 жовтня 1980 — 4 жовтня 1986 року — 1-й заступник голови Ради міністрів СРСР.
З жовтня 1986 року — персональний пенсіонер союзного значення в Москві.
Помер 28 лютого 1998 року. Похований в Москві на Троєкурівському цвинтарі.

## Нагороди і звання
- Герой Соціалістичної Праці (29.04.1977)
- п'ять орденів Леніна (7.02.1939, 23.02.1945, 17.12.1966, 29.04.1977, 30.04.1982)
- орден Жовтневої Революції (18.10.1971)
- два ордени Трудового Червоного Прапора (25.07.1942, 4.05.1957)
- орден «Карлос Мануель де Сеспедес» (Республіка Куба, 1986)
- орден китайсько-радянської дружби
- медаль «За трудову доблесть» (24.02.1954)
- медаль «За трудову відзнаку» (5.05.1949)
- медалі
- Почесний громадянин міста Кривого Рогу (17.03.1982)